# Wólka Smolana (gromada)
Wólka Smolana – dawna gromada, czyli najmniejsza jednostka podziału terytorialnego Polskiej Rzeczypospolitej Ludowej w latach 1954–1972.
Gromady, z gromadzkimi radami narodowymi (GRN) jako organami władzy najniższego stopnia na wsi, funkcjonowały od reformy reorganizującej administrację wiejską przeprowadzonej jesienią 1954 do momentu ich zniesienia z dniem 1 stycznia 1973, tym samym wypierając organizację gminną w latach 1954–1972.
Gromadę Wólka Smolana z siedzibą GRN w Wólce Smolanej utworzono – jako jedną z 8759 gromad na obszarze Polski – w powiecie sochaczewskim w woj. warszawskim, na mocy uchwały nr VI/10/4/54 WRN w Warszawie z dnia 5 października 1954. W skład jednostki weszły obszary dotychczasowych gromad Budki Żelazowskie, Kirsztejnów, Konary i Strojec a także osiedle Rzeszyce z dotychczasowej gromady Strzyżew ze zniesionej gminy Chodaków oraz obszary dotychczasowych gromad Andrzejów, Bieliny, Brochów, Brochów Parcele(), Brochocin, Lasocin, Łęg, Malanowo, Olszowiec, Pindal, Plecewice, Sianno i Wólka Smolana ze zniesionej gminy Łazy w tymże powiecie. Dla gromady ustalono 19 członków gromadzkiej rady narodowej.
31 grudnia 1959 do gromady Wólka Smolana przyłączono obszar zniesionej gromady Bromierzyk w tymże powiecie (bez wsi Famułki Królewskie, Famułki Łazowskie, Władysławów i Bieliny).
Gromada przetrwała do końca 1972 roku, czyli do kolejnej reformy gminnej.